# 도원체육관

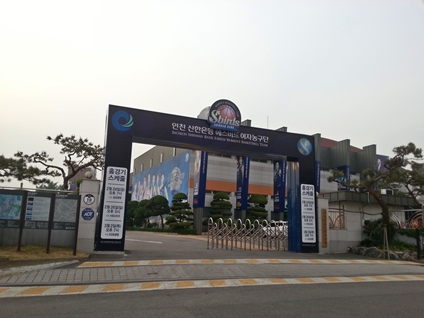
체육관 입구

도원체육관(桃源室內體育館)은 인천광역시 중구 도원동에 있는 실내 체육관이다.

## 역사
1969년 10월에 착공해 1975년 5월에 완공됐다. 이 체육관은 선인체육관 이후 인천광역시에 건립된 두 번째 실내 체육관이었다. 3번의 전국체육대회(1978년, 1983년, 1999년) 실내 종목 경기가 개최됐으며, 체육행사 외에도 각종 실내 이벤트가 진행됐다.
1997년 프로농구가 출범하면서, 인천광역시 연고 구단인 대우증권 제우스의 원년 시즌 홈 경기장으로 사용됐다. 그러나 시설이 비좁고 낙후한 탓에 대우증권 제우스가 홈 경기 지속 개최에 난색을 표했고, 결국 1998년 새로 개관한 경기도 부천시 중4동의 부천실내체육관으로 홈 경기장을 옮겼다. 전자랜드로 구단이 바뀐 이후 2006년 말 부평구 삼산동에 삼산월드체육관이 새로 완공되자 인천광역시로 돌아오게 된다. 이후 여자 프로 농구 인천 금호생명 펠컨스가 홈으로 삼았으나 관심을 끌지 못해 2005년 경기도 구리시로 연고지를 옮겼다. 2014년, 신한은행이 연고지를 안산에서 인천으로 연고지를 이동하면서 다시 프로농구 경기가 열리게 되었다.
1999년 제80회 전국체육대회 개최를 위해 지붕과 좌석 보수 공사를 실시했다. 2005년 프로배구 V-리그가 출범하면서 인천 대한항공 점보스와 인천 GS칼텍스의 홈 경기장으로 사용됐다. GS칼텍스가 2009년 서울특별시로 연고지를 옮기자, 흥국생명 핑크스파이더스가 충남 천안에서 인천으로 연고지를 옮기면서 새로운 홈 경기장으로 채택됐다. 인천 아시안 게임 개최를 위해 2013년 10월 7일 계양구 서운동에 계양체육관이 개관하자 인천 대한항공 점보스와 인천 흥국생명 핑크스파이더스는 계양체육관으로 홈 코트를 이전하여 도원체육관에서는 배구 경기가 열리지 않게 되었다.
2010년 본부석 건너편에 224석 규모의 가변식 관중석을 추가해 관중들의 경기 관람 편의를 증대했다.
2014년 아시안 게임에서는 유도와 레슬링 경기가 열렸다.

## 기타
- 삼산월드체육관이 2006년 개장하기 이전까지는 인천광역시의 유일한 종합 실내체육관으로 운영되어 인천실내체육관이라는 별칭이 붙었다.

## 수용 인원
- 좌석 : 3,000석(입석 500석) 총 3,500명 수용 가능